# GO-regionen
GO-regionen eller GO-samarbetet (GO för Göteborg-Oslo) är ett samarbete mellan fem parter grundat 1995. Medlemmarna är Oslo kommun, Akershus fylke, Østfold fylke, Storgöteborg och Västra Götalandsregionen. Cirka tre miljoner människor bor i området, vilket motsvarar ungefär 20 % av det totala antalet invånare i Norge och Sverige.
Syftet med GO-samarbetet är att tillsammans öka GO-regionens konkurrens- och attraktionskraft som bosättnings- och etableringsområde. 

## Forskning
Mycket av svenska och norska forskningsinvesteringar hamnar i GO-regionen. Här har flera teknikkluster utvecklats; Gaustabekk Valley, Oslo Innovation Park, Kjeller Technology Park, Telematics Valley, Lindholmen Science Park och Sahlgrenska Science Park.
MedCoast Scandinavia är ett samarbete för att underlätta kunskapsutbyte mellan företag och den offentliga sektorn inom biomedicinsk och bioteknisk forskning.
Göteborgs och Oslos universitet är bland de största i Norden med cirka 32 000 studenter vardera och på Chalmers tekniska högskola går cirka 7000 studenter. Ett nytt IT-universitet på Lindholmen i Göteborg växer fram och målet är att ha 4000 studenter inom några år.

## Kommunikationer
GO-regionens ligger centralt i Norden. Göteborgs hamn är Skandinaviens största hamn och bland de största i norra Europa.
GO-regionens viktigaste vägförbindelser är E6, E20, E45 samt riksväg 40. Varje dygn passerar i genomsnitt 15 000 fordon över Svinesundsbron.
I Oslo hade Gardermoen International Airport år 2002 13 miljoner passagerare och Landvetter 4 miljoner.

## Turism
Regionen är ett attraktivt turistmål. Här finns många stora turistattraktioner, i Göteborg bland annat Liseberg, Universeum, konserter och sportevenemang. Båda städerna har ett antal museer, teatrar och shoppingställen. I Oslo är en ny opera under byggnation och i Göteborg finns två av Nordens förnämsta konserthus, Operan och Konserthuset

## Näringsliv
Flera stora företag som SKF, Kvaerner, Norsk Hydro, Volvo Lastvagnar, Volvo Car Corporation, SAAB Automobile och Hasselblad har sitt ursprung och sina huvudkontor här. Dessutom har flera världsomspännande företag valt att etablera sig här, som BASF, Beiersdorf, Cannon, JVC, GE Energy, Glaxo Smith Kline, Merck, Aztra Zeneca, Nobel Biocare, Space, Ericsson Microwave Systems, SCA, och Schenker.